# 闻大翔
闻大翔（1969年3月—），江苏高邮人，中华人民共和国医师、卫生官员及政治人物。在职研究生，医学博士，主任医师。1993年7月参加工作，2005年7月加入中国共产党。

## 生平
闻大翔1993年毕业于上海第二医科大学临床医学系，1997年和2000年留校攻读麻醉学硕士和博士学位。曾任上海交通大学医学院附属仁济医院副院长。
2017年7月，任上海市卫生和计划生育委员会副主任。
2018年11月，任上海市市场监督管理局党组成员，上海市药品监督管理局党组书记、局长。
2022年9月，任上海市卫生健康委员会党组副书记、上海市中医药管理局局长。同年10月，接替邬惊雷任上海市卫生健康委员会主任。